# Schaffnerova vila
Schaffnerova vila byla rozsáhlá sídelní vila v Ústí nad Labem, která byla postavena v letech 1874 až 1876 v secesním slohu ve Velké hradební ulici, nedaleko hlavního městského náměstí. Stavbu zadal ústecký průmyslník Max Schaffner. Budova byla v pátek 25.září 1959 odstřelena a na jejím místě vznikl zdejší Dům kultury.

## Historie
Výstavbu vily, rodinného sídla s kanceláří, na pozemku v ulici Grosse Walstrasse (Velká hradební) zadal okolo roku 1874 Max Schaffner, původem německý ředitel zdejšího chemického závodu Spolek pro chemickou a hutní výrobu (Österreichischer Verein für chemische und metallurgische Production), který po desítky let řídil. V Ústí nad Labem žil od roku 1859, patřil k jedněm z nejbohatších a nejváženějších občanů města. Čtyřpodlažní historizující novogotická stavba realizovaná dle návrhu architekta Hanse Miksche stavitelem Robertem Langsem a dokončená roku 1876 měla bohatě zdobený interiér a fasádu, stala se také jednou z největších a nejlépe situovaných sídelních vil ve městě. Po smrti Maxe Schaffnera roku 1907 si rodina budovu ponechala.
Po záboru Sudet Nacistickým Německem byla vila roku 1939 rodině Schaffnerově zkonfiskována (manžel Schaffnerovy vnučky byl židovského původu) a stavbu pak levně odkoupil nový ústecký starosta Richard Tauche. V období druhé světové války zde sídlil městský úřad.
Po osvobození ČSR roku 1945 byl dům vyvlastněn. Po nástupu komunistického režimu v Československu bylo roku 1954 rozhodnuto o demolici vily, ke které došlo až roku 1959. V pátek 25.září byla budova odstřelena pracovníky Povltavského průmyslu kamene pomocí 150 kg trhaviny, na uvolněné parcele vily a zahrady následně vznikla budova městského Domu kultury dokončená roku 1964.

## Architektura stavby
Čtyřpodlažní budova byla orientována směrem k centru města. Nesla několik menších balkonů a teras, u střechy byla pak osazena zdobným cimbuřím. Po dokončení skýtala v interiéru bohatou výzdobu, která však byla ve 2. polovině 20. století odstraněna. Levé části průčelí vily dominovala několikametrová hranolová věž. Součástí pozemku stavby byla rovněž rozsáhlá zahrada.